# Phillip Rhee

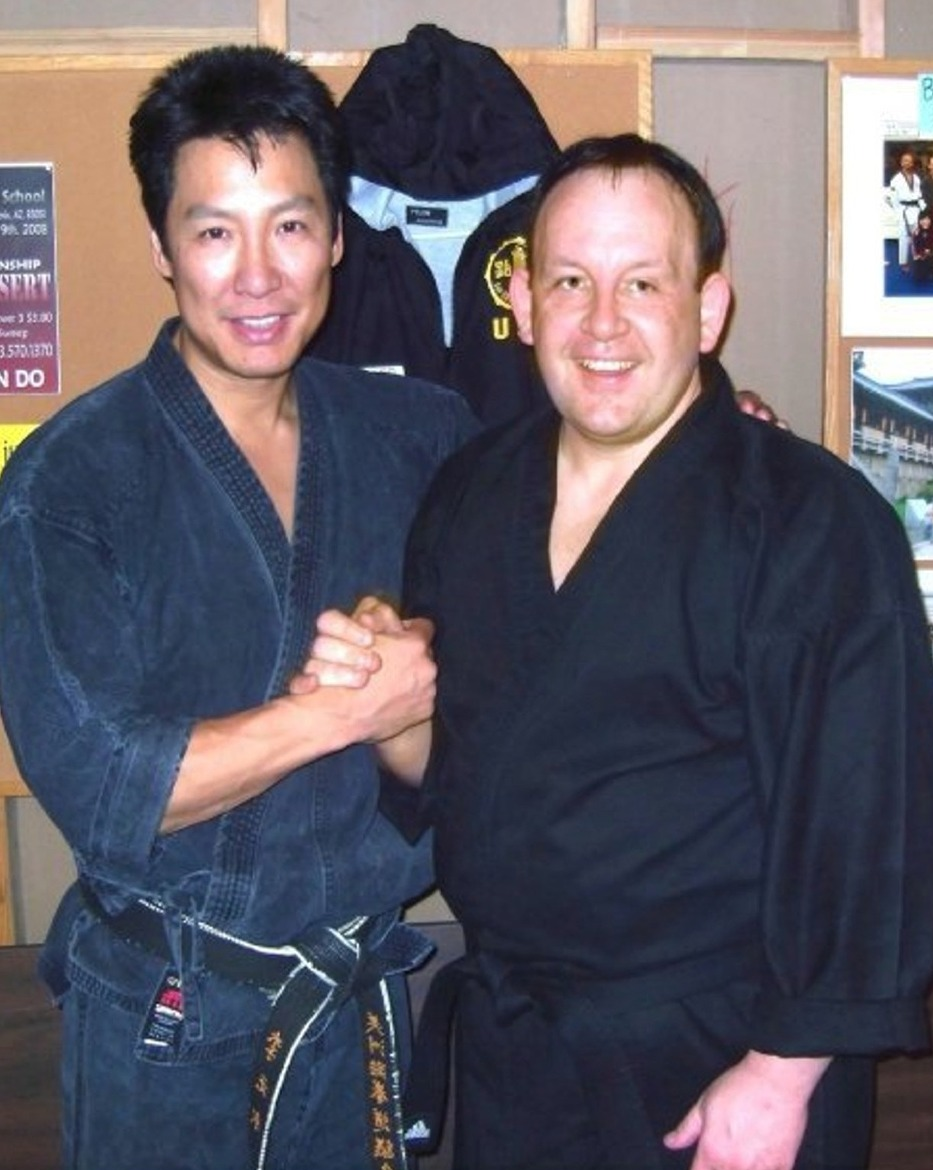
Phillip Rhee (links) en Barry Cook

Phillip Rhee (San Francisco, 7 september 1960) is een Amerikaanse acteur en regisseur van Koreaanse komaf. Hij is bekend van een aantal vechtfilms, waaronder de vier Best of the Best films. Zijn broer Simon Rhee en dochter Amy Rhee zijn eveneens bezig met de vechtsport en zijn ook in films verschenen.

## Levensloop
Phillip Rhee groeide op in San Francisco. Toen hij vier jaar oud was begon hij al met taekwondo, waarvan hij reeds in het bezit is van een zesde dan. Naast taekwondo houdt Rhee zich ook bezig met hapkido, kendo, wing chun en boksen. Op vroege leeftijd had hij al besloten in de voetsporen van zijn oom te willen treden, die in Korea een grote naam was in het regisseren van vechtfilms. 
Rhee begon zijn carrière in 1977 en speelde in een aantal minder bekende films. Hij is vooral bekend als Tommy Lee in de vier films van Best of the Best, waarin hij in het eerste deel opnam tegen zijn broer Simon Rhee en in het derde en vierde deel samenspeelde met zijn dochter Amy Rhee. Er was een tijd sprake dat Rhee mee zou spelen in de film Mortal Kombat uit 1995, maar voor deze film heeft hij geen rol toegewezen gekregen.

## Filmografie
- 1998 Best of the Best 4: Without Warning
- 1995 Best of the Best 3: No Turning Back
- 1993 Best of the Best 2
- 1989 Best of the Best
- 1988 Silent Assassins
- 1987 Hell Squad
- 1986 L.A. Streetfighters
- 1985 Crime Killer
- 1984 Furious
- 1977 The Kentucky Fried Movie

- Biblioteca Nacional de España: XX1491966
- Bibliothèque nationale de France: cb13933406n (data)
- International Standard Name Identifier: 0000 0000 7689 6326
- Library of Congress Control Number: no2011161570
- Virtual International Authority File: 51878478
- WorldCat: E39PBJr3mQGHpVJj3KVh3fMVmd